# تنمية الطفل في إفريقيا
تعنون تنمية الطفل في أفريقيا المتغيرات والتغيرات الاجتماعية التي تحدث للطفل الإفريقي من مرحلة الرضاعة إلى مرحلة البلوغ. سعت ثلاث مراحل مكملة من المعرفة لتوليد المعرفة عن تنمية الطفل في أفريقيا، خصوصًا تلك المتجذرة في الذاتية؛ الطرق الإفريقية في المعرفة: تحليل الأمثال الشعبية وبناء النظريات وتوثيق النظريات الإثنية الأبوية. اختبرت المقاربة الأولى تركيبات السكان الأصليين لتنمية الطفل في أفريقيا وقيم التنشئة الاجتماعية المضمنة في اللغات الإفريقية والتراث الشفهي. نُشرت عدة مجموعات من الأمثلة الشعبية في عدة لغات أفريقية، وحُلل محتواها لإظهار التكرار في ثيمات المسؤولية الشعبية المشتركة لإرشاد الأطفال أخلاقيًا وأهمية توفير ذلك في بدايات حياتهم.

## رؤية نسامينانج
صيغت رؤية التطور الاجتماعي التي اقترحها نسامينانج ضمن وجهة نظر اقتصادية ثقافية ورُسمت من خلال كتابات علماء أفارقة في الفلسفة والإنسانيات. تشرح النظرية رؤية عالمية مشتركة بين مجموعات عرقية مختلفة، وترتكز على بحث منهجي رصدي وتجربة شخصية لممارسات التنشئة الاجتماعية لشعب النسو في جمهورية الكاميرون. تحدث الفردية الاجتماعية في سبعة مراحل تمثل كل واحدة منها مهمة تنمية. في المرحلة الأولى، تُظهر مراسم التسمية نوع الكائن الاجتماعي الذي يجب أن يكونه الرضيع، المهمة الأساسية في هذه المرحلة هي النجاح في التحضير الاجتماعي؛ يُحضن الأطفال ويُغاظون من الابتسام مع البالغين؛ ويعرض الآباء ومقدمو الرعاية الآخرون الألعاب وأدوات الطعام، ويغرون الأطفال شفهيًا وغير شفهيًا بإعادة الهدايا، وهي مقدمة للحث على دخول أعراف المشاركة والتبادل التي تمسك النظام الاجتماعي. وصف رابيان ومتونغا ممارسات إغاظة الرضيع يمارسها شعب الوولف في السنغال وشعب الشيوا وشعب تومبوكا في زامبيا، يُعتقد ان مثل هذه الممارسات تزرع الكرم في ذات الرضيع.
تتطابق المرحلة الثانية «التلمذة الاجتماعية» مع الطفولة، وتتمثل مهتمها الرئيسية في التعرف والتدرب على الأدوار الاجتماعية التي تتعلق بأربع مناخات متسلسلة للحياة: الذات والأسرة والشبكة والعامة. يُعيّن البالغون المسؤولية للأطفال المراهقين وفي مرحلة ما قبل المراهقة بما في ذلك الرعاية والتنشئة الاجتماعية للأطفال الأصغر منهم والتي تخدم هدف ظهور المسؤولية الاجتماعية. للاستراتيجيات الاجتماعية المضمنة في ممارسات السكان الأصليين في أفريقيا آثار هامة على أشكال التدخل المناسبة ثقافيًا لتحسين فرص التنمية للأطفال. تُعد مسؤوليات تقديم الرعاية، في عدة مجتمعات أفريقية وبعيدًا عن أي شكل من أشكال الاستغلال، للمراهقين ومن هم في ما قبل مرحلة المراهقة جزءًا من إستراتيجية السكان الأصليين للتعليم والتي تبقي الأطفال على تواصل مع الحقائق الوجودية ونشاطات الحياة اليومية الي تمثل العنصر التشاركي للتكامل الاجتماعي. وجدت دراسة حالة في زامبيا أن هذه الاستراتيجية دُمجت بشكل ناجح في برنامج خدمة تعليمي في مدرسة ابتدائية ما عزز المسؤولية بين كل من الفتيان والفتيات وأدى لتحسن الأداء الأكاديمي.
تُعد قابلية تعميم نظرية نسامينانج والمعنونة «غرب أفريقيا» في مختلف المجتمعات الأفريقية جنوب الصحراء الكبرى أمرًا قابلًا للنقاش. على سبيل المثال، هناك تفاعلات بين الأم ورضيعها عند شعب الجوسي في الريف الكيني في خمسينيات وسبعينيات القرن الماضي تتناقض مع ما وصفه نسامينانج بخصوص التهيئة الاجتماعية من خلال الحضن والإغاظة. الأمهات في شعب الجوسي لا يُتوقع منهن أن يتحدثن أو ينظرن أو يلعبن مع أطفالهن ويشرحن كيف يتوافق هذا الانفصال العاطفي (الغريب للمراقب الغربي) مع التنمية العاطفية الصحية للطفل في مراحل حياته اللاحقة، جزء من شرحهن لذلك هو أن الرضيع يتلقى تحفيزًا مرحًا ودعمًا عاطفيًا من أقاربه الأكبر سنًا ومقدمي الرعاية الآخرين. يُعتبر التباين بين هذه الاعتبارات الإثنوغرافية بصفته إشعارًا عن حدوث اختلافات كبيرة بين المجموعات الإثنوثقافية داخل المنطقة الأفريقية، وأن هناك حاجة ماسة للبحث المفصل حول ممارسات التنشئة الاجتماعية.

## الألعاب والأغاني الأفريقية
هناك ميزة أخرى لخاصية التنمية وصفها عدة باحثين عن الطفولة المبكرة في أفريقيا هي بروز نشاطات اللعب المتقنة التي لا يُشرف عليها البالغين. لاحظ مونتاج وبيرستيكر أنه بينما تعطي معظم نظريات علم النفس في الغرب اللعب دورًا هامًا في تنمية الطفل فهي تركز بشكل أساسي على الإدراك، في حين أن الدراسات الأنثروبولوجية في أفريقيا شددت على أن اللعب يُمثل عملية تفاعلية للترابط الاجتماعي وفرصًا بنيوية للتدرب ونقد وتخصيص الممارسات الثقافية. وُثقت البنية الإدراكية والاجتماعية للألعاب الأفريقية بشكل واسع. تُعد الموسيقى والرقص أبعادًا غنية لمعظم الثقافات الأفريقية ويشارك فيهما الأطفال منذ سن صغيرة. حلل متونغا نصوص أغاني وألعاب الأطفال عند شعوب الشيوا والتومبوكا التي لاحظها في المناطف الريفية والحضرية في زامبيا وسلط الضوء كيف أنها تكشف تفكير وفهم نفسية المشاركين بها وأن التلاعب المرح والماهر بالكلمات الصوتية يهدف إلى تشويه المعنى أو إنشاء مفاهيم جديدة أو رسم صورة كاريكاتورية ساخرة. ولاحظ أيضًا أن لعب الأطفال في هذه المجتمعات يشمل عمومًا الفئات العمرية المتعددة والأطفال ذوي الإعاقات الجسدية.
ومع ذلك فإن ألعاب السكان الأصليين نادرًا ما تُنشر بصفتها مصادرًا للإثراء في برامج الرعاية والتعليم المبكرة في أفريقيا، على الرغم من التركيز الشديد على اللعب في المناهج الدراسية المستوردة من العقيدة الغربية لمرحلة ما قبل المدرسة. يصف أوكواني ونجوتوكو وموهانغي عددًا من المبادرات الحديثة في كينيا وأوغندا إذ أقيمت محاولة منهجية للاستفادة من معرفة السكان الأصليين في رعاية الأطفال من خلال نشر الأغاني والأمثال وإنتاج الطعام وممارسات التحضير والاحتفاظ الشعبية المحلية بصفتها مواردًا لإثراء التنمية الثقافية والعاطفية والغذائية للأطفال بدلًا من تخفيض تلك الممارسات من أجل تطبيق العقيدة الغربية. لسوء الحظ وكما لاحظ هايد وكابيرو فإن هذه الجهود نادرة نسبيًا والبرامج المقامة على أساس مركزي في أفريقيا تميل إلى التأثر الكبير بالثقافة الغربية وأحيانًا ما تكون غير مرتبطة بحاجات الأطفال والمجتمع.

## مقاربة طفل إلى طفل
على الرغم من الجهود الحثيثة التي تبذلها الحكومات الأفريقية في العقود الأخيرة لتوسيع الوصول إلى التعليم المدرسي، تتطلب بيئة توفير التعليم الرسمي في معظم البلدان من أولئك الذين يبدأون المرحلة الأخرى بالتسيب قبل وقت طويل من إكمال المنهج الدراسي الذي مدته اثني عشر عامًا، وبالتالي فإن عملية التعليم الرسمي ينظر إليها المعلمون والطلاب والأهالي على حد سواء على أنها عملية يُدفع فيها الطالب إلى تسلق درج ضيّق. يُنظر إلى التسيب في المراحل الأولى على أنه فشل وأن عودة الفرد إلى المجتمع بعد التسيب مصدر لخيبة الأمل. لا يُنظر إلى تجربة إكمال عدة سنوات فقط في التعليم على أنها تزيد القدرة الإنتاجية للفرد، وبالتالي فإن الغرض من التعليم المدرسي يُفهم على أنه تطويع استخلاصي لأفضل وألمع الأفراد في المجتمع ليصبحوا طبقة اجتماعية أقوى وأعلى وأكثر نخبوية. اقتُرح عدد من الطرق المختلفة لتركيز التعليم للبحث عن بدائل لنموذج الدرج الضيق بما في ذلك التلمذة والتعلم مدى الحياة ووحدات الإنتاج المدرسي والتعليم الصحي ومقاربة طفل إلى طفل.
صُممت مقاربة طفل إلى طفل لتعبئة الأطفال بصفتهم عملاء للتعليم الصحي، وتختلف هذه المقاربة عن نموذج الدرج الضيق من خلال التركيز على تعزيز المسؤولية الاجتماعية لدى الأطفال في سن ما قبل المراهقة وهو هدف يتوافق مع مفهوم شعب الشيوا حول النزيلو. كانت الممارسة الأفريقية واسعة النطاق والمتمثلة في إيكال الأطفال في سن ما قبل المراهقة برعاية أشقائهم الأصغر سنًا مصدر إلهام رئيسي لأنصار مقاربة طفل إلى طفل الأصليين والتي طُبقت في أكثر من 80 دولة حول العالم. أجريت دراسة حالة عن تطوير المناهج الدراسية المتكاملة من قبل مجموعة من معلمي المدارس الابتدائية في زامبيا باستخدام مقاربة طفل إلى طفل. الفكرة التي يأخذها الأطفال في سن ما قبل المراهقة من المسؤولية بصفتهم عملاء لرعاية الرضع وتغذيتهم في سياق الرعاية الصحية الأولية والتغيير الاجتماعي التقدمي أعيد وضعها من قبل المعلمين في تلك المدرسة بصفتها طريقةً لإدماج الممارسات الثقافية التقليدية في العملية التعليمية الرسمية. طالب خريجو المدارس التي تستخدم مناهج دراسية فيها مقاربة طفل إلى طفل بفوائد طويلة الأمد بما في ذلك نمو في العلاقات المتساوية بين الجنسين وحتى بين الأزواج البالغين.